# والری وولکوف
والری وولکوف (روسی: Валерий Яковлевич Волков؛ زادهٔ ۲۶ ژوئیهٔ ۱۹۴۷) سوارکار اهل اتحاد جماهیر شوروی سوسیالیستی بود.